# European Border Breakers Awards
 Os European Border Breakers Awards (EBBA) são prémios atribuídos todos os anos a dez jovens bandas ou artistas europeus que conquistaram o público fora do seu país com o primeiro álbum lançado internacionalmente. Entre os vencedores do prémio European Border Breakers contam se Adele, Tokio Hotel, The Baseballs, Zaz, Lykke Li, Milow, Katie Melua, Damien Rice, Caro Emerald, Stromae e Mumford & Sons.

## Organização
Os EBBA foram lançados pela the Comissão Europeia em nome da União Europeia  A selecção dos candidatos e a cerimónia de entrega dos prémios EBBA são organizadas pela Fundação Noorderslag, que tem por missão incentivar a difusão da música pop europeia. 

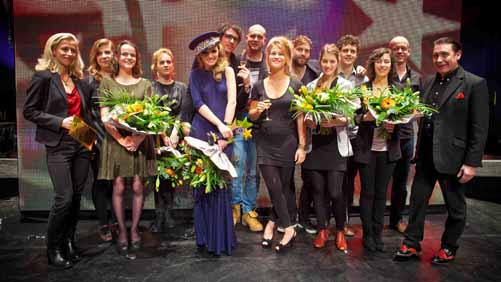
Vencedores dos Prémios EBBA 2012 – por Mike Breeuwer

## Parceiros
- União Europeia de Radiodifusão (EBU/UER)[4]
- O Programa Europeu de Intercâmbio de Talento (ETEP), que visa criar uma rede dos festivais europeus de música pop, facilita a actuação de bandas europeias fora do seu país de origem,[4] dando assim uma exposição mediática importante aos jovens artistas europeus.[5]

## Selecção dos vencedores
A selecção dos artistas ou das bandas nomeados para os prémios EBBA obedece aos seguintes critérios:
- o sucesso do primeiro álbum lançado internacionalmente em países europeus (excluindo o país de origem dos artistas) no ano anterior;
- o tempo de antena dado a um artista pelos organismos de radiodifusão membros da União Europeia de Radiodifusão (EBU/UER);
- o sucesso do artista nos festivais europeus (ETEP) no exterior do seu país de origem.[6]

## Prémio do público
Em 2010 começou também a ser atribuído um Prémio do Público a um dos dez vencedores dos prémios EEBA. O premiado é escolhido por votação em linha. O primeiro premiado foi o cantautor belga Milow. Em 2011, o prémio foi atribuído à banda alemã The Baseballs won in 2011. 

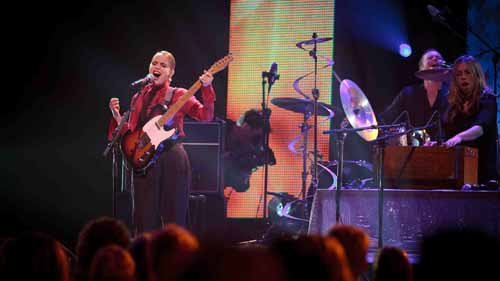
Prémios European Border Breakers 2012 - Anna Calvi - por Mike Breeuwer

## Espectáculo
Desde 2009, a cerimónia de entrega dos prémios tem lugar anualmente em Janeiro, em Groningen (Holanda), durante o Eurosonic Noorderslag festival. Jools Holland, vedeta da BBC e músico, é o anfitrião da cerimónia. Os vencedores dos Prémios EBBA actuam ao vivo durante o espectáculo e durante o festival. Os vencedores dos anos anteriores são convidados especiais. A cerimónia é gravada pelo canal público de radiodifusão holandês NOS/NTR e transmitido pela Nederland 3 . bem como por vários canais de televisão europeus.

## Contexto
Os prémios EBBA foram criados por iniciativa da Comissão Europeia em 2004 com o objectivo de promover a música pop europeia e de pôr em destaque a grande diversidade musical existente na Europa. Os prémios EBBA recebem apoio do Programa Cultural da União Europeia que visa incentivar a mobilidade transfronteiras dos artistas e dos profissionais da cultura, encorajar a circulação transnacional das produções artísticas e culturais e estimular o diálogo intercultural.

## Vencedores dos Prémios EBBA 2012
| País          | Artist                 | Álbum                |
| ------------- | ---------------------- | -------------------- |
| Áustria       | Elektro Guzzi          | Elektro Guzzi        |
| Bélgica       | Selah Sue              | Selah Sue            |
| Dinamarca     | Agnes Obel             | Philharmonics        |
| França        | Ben l’Oncle Soul       | Soulman              |
| Alemanha      | Boy                    | Mutual Friends       |
| Irlanda       | James Vincent McMorrow | Early in the Morning |
| Países Baixos | Afrojack               | Lost and Found       |
| Roménia       | Alexandra Stan         | Saxobeats            |
| Suécia        | Swedish House Mafia    | Until One            |
| Reino Unido   | Anna Calvi             | Anna Calvi           |

Vencedor do Prémio do Público: Selah Sue

## Vencedores dos Prémios EBBA 2011
| País          | Artist         | Álbum                                |
| ------------- | -------------- | ------------------------------------ |
| Dinamarca     | Aura Dione     | Columbine                            |
| Alemanha      | The Baseballs  | Strike                               |
| França        | Zaz            | ZAZ                                  |
| Noruega       | Donkeyboy      | Caught                               |
| Roménia       | Inna           | Hot                                  |
| Áustria       | Saint Lu       | Saint Lu                             |
| Reino Unido   | Mumford & Sons | Sigh No More                         |
| Suécia        | Miike Snow     | Miike Snow                           |
| Países Baixos | Caro Emerald   | Deleted Scenes From The Cutting Room |
| Bélgica       | Stromae        | Cheese                               |

Vencedor do Prémio do Público: The Baseballs

## Vencedores dos Prémios EBBA 2010
| País          | Artist             | Álbum               |
| ------------- | ------------------ | ------------------- |
| Bélgica       | Milow              | Milow               |
| Reino Unido   | Charlie Winston    | Hobo                |
| Alemanha      | Peter Fox          | Stadtaffe           |
| Áustria       | Soap&Skin          | Lovetune for Vacuum |
| Estónia       | Kerli              | Love Is Dead        |
| Suécia        | Jenny Wilson       | Hardships           |
| Portugal      | Buraka Som Sistema | Black Diamond       |
| França        | Sliimy             | Paint Your Face     |
| Países Baixos | Esmée Denters      | Outta Here          |
| Itália        | Giusy Ferreri      | Gaetana             |

Vencedor do Prémio do Público: Milow

## Vencedores dos Prémios EBBA 2009
| País          | Artist         | Álbum                                  |
| ------------- | -------------- | -------------------------------------- |
| França        | Aaron          | Artificial Animals Riding on Neverland |
| Reino Unido   | Adele          | 19                                     |
| Dinamarca     | Alphabeat      | Alphabeat                              |
| Alemanha      | Cinema Bizarre | Final Attraction                       |
| França        | The Dø         | A Mouthfull                            |
| Países Baixos | Kraak & Smaak  | Boogie Angst                           |
| Dinamarca     | Ida Corr       | One                                    |
| Suécia        | Lykke Li       | Youth Novels                           |
| Irlanda       | The Script     | The Script                             |
| Reino Unido   | The Ting Tings | We Started Nothing                     |

## Vencedores dos Prémios EBBA 2008
| País        | Artist             | Álbum                              |
| ----------- | ------------------ | ---------------------------------- |
| Bélgica     | Reborn             | Fools Rush In                      |
| Dinamarca   | Dúné               | We are in there, you are out there |
| Finlândia   | Sunrise Avenue     | On The Way To Wonderland           |
| França      | Ayo                | Joyful                             |
| Alemanha    | Cascada            | Everytime We Touch                 |
| Irlanda     | Dolores O'Riordan  | Are You Listening?                 |
| Polónia     | Hemp Gru           | Klucz                              |
| Espanha     | Miguel Ángel Muñoz | M.A.M.                             |
| Suécia      | Basshunter         | LOL                                |
| Reino Unido | The Fratellis      | Costello Music                     |

## Vencedores dos Prémios EBBA 2007
| País        | Artist             | Álbum                |
| ----------- | ------------------ | -------------------- |
| Bélgica     | Gabriel Ríos       | Ghostboy             |
| Alemanha    | Tokio Hotel        | Schrei               |
| França      | Ilona Mitrecey     | Un monde parfait     |
| Grécia      | Elena Paparizou    | My Number One        |
| Reino Unido | Corinne Bailey Rae | Corinne Bailey Rae   |
| Irlanda     | Celtic Woman       | Celtic Woman         |
| Itália      | Vittorio Grigolo   | In the Hands of Love |
| Polónia     | Blog 27            | Lol                  |
| Suécia      | José González      | Veneer               |
| Espanha     | Beatriz Luengo     | Beatriz Luengo       |

## Vencedores dos Prémios EBBA 2006
| País        | Artist              | Álbum                |
| ----------- | ------------------- | -------------------- |
| Bélgica     | Sarah Bettens       | Scream               |
| Dinamarca   | Hush                | A Lifetime           |
| Alemanha    | Juli                | Es ist Juli          |
| França      | Amel Bent           | Un jour d'été        |
| Reino Unido | KT Tunstall         | Eye to the Telescope |
| Irlanda     | Hal                 | Hal                  |
| Suécia      | Arash               | Boro Boro            |
| Espanha     | Bebe                | Pafuera Telanaras    |
| Hungria     | Heaven Street Seven | Get Out And Walk!    |

## Vencedores dos Prémios EBBA 2005
| País        | Artist          | Álbum                        |
| ----------- | --------------- | ---------------------------- |
| Dinamarca   | The Raveonettes | Chain gang of love           |
| Alemanha    | Wir sind Helden | Die Reklamation              |
| Finlândia   | Redrama         | Every Day Soundtrack         |
| França      | Corneille       | Parce que l'on vient de loin |
| Reino Unido | Katie Melua     | Call Off the Search          |
| Irlanda     | Damien Rice     | O                            |
| Itália      | Benny Benassi   | Hypnotica                    |
| Polónia     | Myslovitz       | Korova Milky Bar             |
| Suécia      | Ana Johnsson    | The Way I Am                 |

## Vencedores dos Prémios EBBA 2004
| País        | Artist        | Álbum                |
| ----------- | ------------- | -------------------- |
| Bélgica     | Lasgo         | Some Things          |
| Dinamarca   | Saybia        | The Second You Sleep |
| Alemanha    | Masterplan    | Masterplan           |
| França      | Carla Bruni   | Quelqu'un m'a dit    |
| Reino Unido | The Darkness  | Permission To Land   |
| Irlanda     | The Thrills   | So Much For The City |
| Itália      | Tiziano Ferro | Rosso Relativo       |
| Portugal    | Mariza        | Fado Em Mim          |
| Espanha     | Las Ketchup   | Hijas del Tomate     |